# Obergoms
Obergoms (Conches-le-Haut en français) est une commune suisse du canton du Valais, située dans le district de Conches.

## Géographie
Le territoire d'Obergoms s'étend sur 155,83 km2. Lors du relevé de 2013-2018, les surfaces d'habitations et d'infrastructures représentaient 1,3 % de sa superficie, les surfaces agricoles 22,5 %, les surfaces boisées 11,6 % et les surfaces improductives 64,7 %.
| Guttannen | Innertkirchen | Göschenen |
| Goms      | Obergoms      | Realp     |
|           | Formazza (IT) | Bedretto  |

## Histoire
Elle est créée le 1er janvier 2009 par la fusion des communes de Obergesteln, Oberwald et Ulrichen. Elle est située dans la partie la plus à l'est de la vallée de Conches.

## Démographie

### Évolution de la population
Obergoms compte 640 habitants au 31 décembre 2022 pour une densité de population de 4 hab/km2. Sur la période 2010-2019, sa population a diminué de −7,9 % (canton : 10,5 % ; Suisse : 9,4 %).  

### Pyramide des âges
En 2020, le taux de personnes de moins de 30 ans s'élève à 25,6 %, au-dessous de la valeur cantonale (31,7 %). Le taux de personnes de plus de 60 ans est quant à lui de 37,1 %, alors qu'il est de 26,6 % au niveau cantonal.
La même année, la commune compte 333 hommes pour 321 femmes, soit un taux de 50,9 % d'hommes, supérieur à celui du canton (49,6 %).
| Hommes | Classe d’âge | Femmes |
| ------ | ------------ | ------ |
| 0,9    | 90 ans ou +  | 0,9    |
| 9,9    | 75 à 89 ans  | 11,8   |
| 25,2   | 60 à 74 ans  | 25,5   |
| 26,7   | 45 à 59 ans  | 23,7   |
| 12,0   | 30 à 44 ans  | 12,1   |
| 14,7   | 15 à 29 ans  | 15,3   |
| 10,5   | - de 14 ans  | 10,6   |

| Hommes | Classe d’âge | Femmes |
| ------ | ------------ | ------ |
| 0,5    | 90 ans ou +  | 1,2    |
| 7,5    | 75 à 89 ans  | 9,4    |
| 16,8   | 60 à 74 ans  | 17,7   |
| 22,2   | 45 à 59 ans  | 21,7   |
| 20,3   | 30 à 44 ans  | 19,4   |
| 17,7   | 15 à 29 ans  | 16,6   |
| 14,9   | - de 14 ans  | 14,1   |